# Rijeka
|  | For byens fodboldklub, se HNK Rijeka |
Rijeka (på italiensk Fiume) er Kroatiens tredjestørste by og landets vigtigste havn. Byen ligger i Rijeka-bugten tæt ved halvøen Istrien og øerne Cres og Krk.
Rijekas byområde er på 44km², og i 2021 var befolkningstallet 107.964. 